# Shaolin Kempo
Shaolin Kempo ist eine Kampfkunst chinesischen Ursprunges, die durch verschiedene japanische Karate-Systeme beeinflusst wurde.

## Geschichte

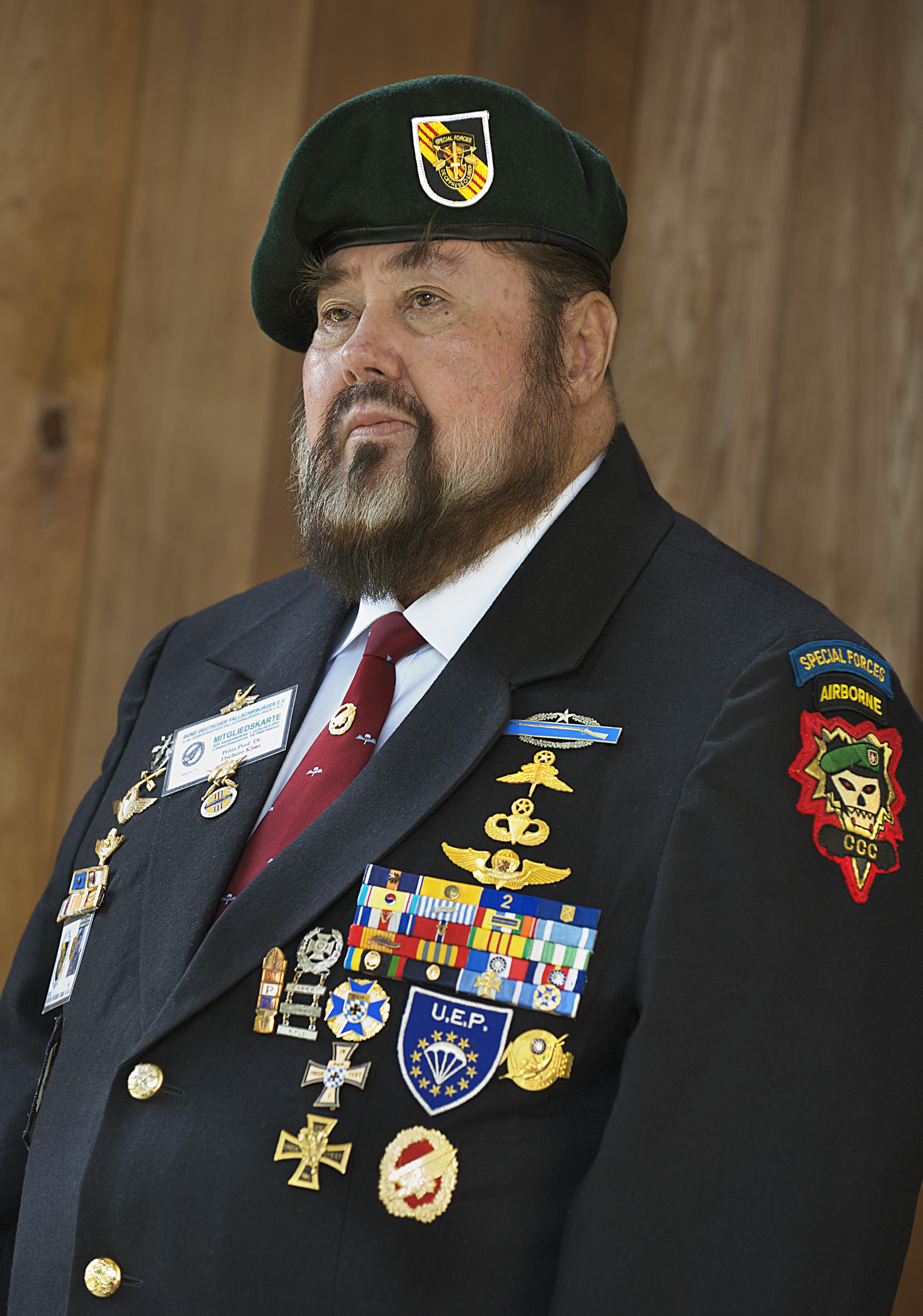
Gerard Karel Meijers (Prinz Dschero Khan)

Shaolin Kempo, wie es in Deutschland und den Niederlanden praktiziert wird, wurde von den Niederländern Carl Faulhaber und Gerard Karel Meijers (auch Dschero Khan) begründet. Es ist eng verwandt mit dem Kung Fu und stellt hier eine Stilrichtung neben vielen anderen dar, die sich im Laufe der Jahrhunderte entwickelt haben. Gerard Karel Meijers gründete 1962 seine erste private Kampfkunst-Schule. Von diesem Zeitpunkt an verbreitete sich Shaolin Kempo zunächst in den Niederlanden und ab 1967 auch in Deutschland.

## Bedeutung des Namens
Die Bezeichnung „Shaolin“ soll in Anlehnung auf den nordchinesischen Kampfstil Chuan Su und in Bezug auf die in den dortigen Provinzen synonym gebräuchliche, buddhistische Bezeichnung für den so genannten „harten Stil“ (engl. Hard Style) gewählt worden sein. Die Bezeichnung „Kempo“ sollte den starken Einfluss der philosophischen und meditativen Aspekte verschiedener Karate-Systeme ausdrücken, insbesondere des japanischen Kempō.

## Drachenstil und Shaolin Kempo
Die ursprünglichen Elemente des chinesischen Drachenstils sind in der heutigen Form des Shaolin Kempo nicht mehr in der Vielzahl vorhanden, um von einem klassischen Drachenstil zu sprechen. Wohlgleich wird der chinesische Drache im Shaolin Kempo symbolisch für Kraft, Gewandtheit und Weisheit geführt.

## Übungspraxis
In der Übungspraxis des Shaolin Kempo kommen Tritte, Schläge, Stöße sowie einfache Hebel- und Wurftechniken zum Einsatz. Diese werden in Form von Kata und Kumite geübt, zudem finden auch Formen des freien Übens statt. Ein weiterer wichtiger Trainingsinhalt des Shaolin Kempo ist die Selbstverteidigung. Während bei Anfängern auf eine sinnvolle, effektive und situationsentsprechende Auswahl von einfachen Selbstverteidigungstechniken Wert gelegt wird, ist eine Ausgewogenheit zwischen Hebel, Wurf-, Faust- und Fußtechniken von Fortgeschrittenen gefordert.
Ziel des Trainings ist das harmonische Wechselspiel von geistigen und körperlichen Aspekten. Zugleich erhalten die Übenden die Möglichkeit, einige ihrer eigenen Grenzen auszuloten.
Darüber hinaus soll Shaolin Kempo als Kampfkunst einen Beitrag zur geistigen Entwicklung des Menschen leisten. Das heißt, es sollen Fähigkeiten wie Verantwortung, eine positive Einstellung zum Leben und anderen Menschen gegenüber oder Offenheit und Ehrlichkeit gelernt werden.

## Graduierungen
Wie in vielen Kampfkünsten werden auch im Shaolin Kempo Gürtelgrade vergeben. Es wird zwischen den Schülergraden (Kyū) und den Meistergraden (Dan) unterschieden, jeder dieser Stufen ist eine Gürtelfarbe zugeordnet. Es werden fünf Kyū-Grade und zehn Dan-Grade verliehen, jeder Schüler beginnt als Weißgurt (6. Kyū).
| Graduierung | 6. Kyū        | 5. Kyū        | 4. Kyū         | 3. Kyū        | 2. Kyū       | 1. Kyū         | 1.–10. Dan       |
| ----------- | ------------- | ------------- | -------------- | ------------- | ------------ | -------------- | ---------------- |
| GürtelBild  | Weißer Gürtel | Gelber Gürtel | Oranger Gürtel | Grüner Gürtel | Roter Gürtel | Brauner Gürtel | Schwarzer Gürtel |
| Gürtelfarbe | weiß          | gelb          | orange         | grün          | rot          | braun          | schwarz          |

Für eine Schülergradprüfung müssen die Sportler sich mindestens sechs Monate vorbereiten, auf die Prüfung zum Braungurt sogar ein Jahr. Dan-Grade werden bis zum 4. Dan geprüft, höhere Grade werden verliehen. Die Vorbereitungszeit liegt hier zwischen einem und sechs Jahren. Bei Dan-Prüfungen wird jeweils neben einer Reihe von Vorbereitungslehrgängen auch die Teilnahme an einem Erste-Hilfe-Lehrgang gefordert.

## Shaolin Kempo in Deutschland
Etwa 1967 entstand in Deutschland die „Interessengemeinschaft Shaolin Kempo“ durch Hermann Scholz in Kleve. 1973 wurde unter Beteiligung von Gerard Karel Meijers der niederländisch-deutsche Verband Chinesische Kung Fu Association gegründet. Mitte der 1970er Jahre schlossen sich die ersten Shaolin-Kempo-Vereine offiziellen Sportfachverbänden aus dem Bereich Judo und Karate an. Am 6. Dezember 1981 wurde schließlich der Shaolin-Kempo-Verband NW gegründet; dieser schloss sich dem 1982 gegründeten Dachverband für Budotechniken Nordrhein-Westfalen an.
Um auch anderen chinesischen Systemen eine Verbandsmitgliedschaft zu ermöglichen, wurde 1985 der Verbandsname in „Nordrhein-Westfälischer Shaolin-Kempo/Kung Fu Verband“ geändert (dieser Verband nannte sich später in „Wushu-Verband NRW“ um). Ebenfalls 1985 wurde auf Bundesebene der Deutsche Shaolin Kempo/Kung Fu Verband gegründet. Durch Zusammenschluss mit einem weiteren Verband entstand 1988 die Deutsche Wushu Federation.
Shaolin Kempo wird somit heute in der „Deutschen Wushu Federation“ betrieben; in dem Verband gibt es eine eigene Fachschaft Shaolin Kempo.